# Candace Camp
Candace Pauline Camp (23 de mayo de 1949 en Amarillo, Texas, EE. UU.) es una escritora de novelas románticas, que desde 1978 ha publicado novelas bajo los seudónimos de Lisa Gregory, Kristin James, Sharon Stephens e incluso bajo su nombre real Candace Camp.

## Biografía
Candace Pauline Camp nació en el 23 de mayo de 1949 en Amarillo, estado de Texas (Estados Unidos), dentro de una familia de periodistas: su madre, Lula Mae Irons Camp, había sido reportera y su padre, Grady Camp, era director administrativo del periódico de Amarillo, también estado de Texas.
Candace Camp no recuerda ningún momento de su vida en el que no estuviera inventando historias. De niña inventaba historias que después ponía en práctica en el suelo del salón con cualquier objeto que tuviera a mano. Empezó a escribir esas historias cuando tenía diez años, y desde entonces el escribir se ha convertido en una forma de relajación.
Sin embargo, la escritura siguió siendo un pasatiempo mientras estudiaba en la universidad de Texas en Austin y se convertía después en profesora de secundaria en Eureka Springs, estado de Arkansas.
Más tarde se mudó al estado de Carolina del Norte, donde trabajó en un banco. Fue allí donde descubrió la novela romántica en su forma moderna, entre otras, le encantan las novelas de Nora Roberts, y decidió empezar a escribir. También empezó a estudiar Derecho en la universidad de Carolina del Norte y mientras estudiaba terminó su primera novela, Bonds of Love. Candace Camp opina que el riguroso entrenamiento de estudio en la universidad fue lo que le dio la disciplina necesaria para terminar la novela.
En 1978, Bonds of love fue publicada por la editorial Jove, bajo el seudónimo de Lisa Gregory.
Candace Camp abandonó la práctica de la abogacía para dedicar su tiempo a escribir.
En 1980 contrajo matrimonio, y ella y su marido continúan "saliendo juntos" una vez a la semana como si fueran novios, tuvieron una hija en 1982 que ha empezado su carrera en el mundo de la interpretación.

### Como Lisa Gregory

#### Novelas independientes
- Bonds of love	1978
- Analise	1981
- Crystal heart	1982 (Publicado como Candace Camp: Corazón de cristal)
- Bitterleaf	1983
- Light and shadows	1985
- Before de dawn	1987
- The looking glass years	1987
- Solitarie	1988 (Solitaria)
- Seasons	1990 (Las facetas del amor)
- Sisters	1991

#### The Rainbow's Turner Series(Serie Arco Iris de los Turner)
1. The rainbow season	1979 (La estación del arco iris = La pradera del arco iris)
2. The rainbow promise	1989 (La promesa del arco iris)

### Como Kristin James

#### The Sky Series
1. The golden sky	1981
2. The shapphire sky	1981
3. The summer sky	1982
4. The amber sky	1982

#### Novelas independientes
- Cara's song	1982
- Dreams of evening	1983
- Morning star	1984
- Secret fire	1984
- A wedding gift	1985 (Regalo de bodas)
- A very special favor	1986
- Cutter's Lady	1986
- Heartwood	1986
- Satan's angel	1988
- The gentleman	1990
- The yankee	1990
- Salt of the earth	1991
- The letter of the law	1991
- Once in a blue moon	1995 (Hace muchos años...)
- The last groom on Earth	1996 (Viejos enemigos)

- (Retrato de una dama)

#### Antologías en colaboración
- Tumbleweed Christmas en "HARLEQUIN HISTORY CHRISTMAS"	1989
- Jesse's wife en "PROMISED BRIDES"	1994
- The gentleman en "THE GENTLEMAN AND THE HELLRAISER"	1997

### Como Sharon Stephens

#### Medieval Series
1. The Black Earl	1982
2. Continuada como Candace Camp

### Como Candace Camp

#### Medieval Series
1. The Black Earl 1982
2. Evensong 1995

#### Novelas independientes
- Crystal heart	1982 (Corazón de cristal)
- Rosewood 1991 (Pasión otoñal)
- Heirloom 1992 (La decisión de Juliet)
- Suddenly 1996 (La conveniencia de amar)
- Scandalous 1996 (Escándalo)
- Impulse 1997 (Impulso)
- Indiscreet 1997 (Indiscreción)
- Impetuous 1998 (El tesoro perdido)
- Swept Away 1999 (El precio de la venganza)
- An Independent Woman 2006 (Una mujer independiente)
- A Dangerous Man 2007 (Un hombre peligroso)
- Mesmerised 2007

#### Lily Tyrell Series
1. Rain Lily 1993
2. Flame Lily 1994

#### Montford Heirs Series(Serie Herederos Montford)
1. Stolen Heart 2000 (Un velo misterioso)
2. Promise Me Tomorrow 2000 (Prométeme el mañana)
3. No Other Love 2001 (Ningún otro amor)

#### Little town in Texas Series(Serie Un pequeño pueblo de Texas)
1. Hard-headed Texan 2001 (Paraíso fugitivo)
2. Smooth-talking Texan 2002 (Donde tú me lleves)

#### Aincourt's heart Series(Serie Corazones Aincourt)
1. So Wild a Heart 2002 (Corazones salvajes)
2. The Hidden Heart 2002 (Corazón escondido)
3. Secrets of the Heart 2003 (Secretos del corazón)

#### Crazy Moreland Family Series(Serie Loca Familia Moreland)
1. Mesmerized 2003 (El poder del amor)
2. Beyond Compare 2004 (Una mujer inalcanzable)
3. Winterset 2004 (Misteriosa seducción)
4. An Unexpected Pleasure 2005 (Un placer inesperado)

5. Secretos de un caballero 2011
6.Secretos de una dama 2012

#### Antologías en colaboración
- Tabloid baby 1998 (en "MATERNITY LEAVE" con Cait London y Sherryl Woods)
- Some body's else baby 2003 (en "BABY AND ALL" con Myrna Mackenzie y Victoria Pade)
- Nine-month Knight / Paternity Test / Tabloid Baby (2004) (con Cait London y Sherryl Woods)
- "SMALL WONDERS" 2004 (con Ann Major, Raye Morgan y Dallas Schulze)
- "MOTHERHOOD" 2005 (con Elizabeth Bevarly y Diana Palmer)